# Anastasija Micha’eli
Anastasija Micha’eli (hebr.: אנסטסיה מיכאלי, ros.: Анастасия Михаэли ang.: Anastassia Michaeli lub Anastasia Michaeli, ur. 12 lipca 1975 w Leningradzie) – izraelska inżynier i polityk pochodzenia rosyjskiego, w latach 2009–2013 poseł do Knesetu z listy ugrupowania Nasz Dom Izrael (Jisra’el Betenu). Okazjonalnie modelka i aktorka telewizyjna.

## Życiorys
Urodziła się 12 lipca 1975 w Leningradzie w Związku Radzieckim (obecnie Petersburg), w rosyjskiej, chrześcijańskiej rodzinie.
W Petersburgu podejmowała studia humanistyczne oraz inżynierskie. W tym czasie zwyciężyła w konkursie piękności, brała udział w lokalnej wersji programu Top Model, a następnie pracowała jako modelka w Paryżu. Po powrocie do Rosji poznała Izraelczyka Josiego (Josefa) Samuelsona, z pochodzenia łotewskiego Żyda, pracującego w rosyjskim przedstawicielstwie izraelskiej firmy energetycznej Tardian. Dokonała konwersji na judaizm i wyszła za niego za mąż w 1997 roku. Dokończyła studia inżynierskie na Technicznym Uniwersytecie w Petersburgu (ros. Санкт-Петербургский государственный университет телекоммуникаций имени профессора М. А. Бонч-Бруевича). Para przeniosła się do Izraela, gdzie po urodzeniu drugiego dziecka dokonała konwersji na judaizm ortodoksyjny oraz ponownie pobrała się.
W Izraelu Micha’eli ukończyła studia podyplomowe w zakresie zarządzania w biznesie na Uniwersytecie Bar-Ilana w Ramat Ganie. W 2006 pojawiła się w dwunastu odcinkach serialu Miluim.
W polityce związała się, z reprezentującą rosyjskojęzycznych emigrantów, nacjonalistyczną, prawicową partią Nasz Dom Izrael Awigdora Liebermana. W wyborach w 2006 nie udało jej się zdobyć mandatu poselskiego, jednak w wyborach parlamentarnych w 2009 dostała się do izraelskiego parlamentu. W osiemnastym Knesecie zasiadała w czterech komisjach: edukacji, kultury i sportu; kontroli państwa; pozycji kobiet i równouprawnienia; radia i telewizji; dwóch podkomisjach: edukacji oraz ds. handlu kobietami, a także komisji specjalnej dotyczącej Israel Broadcasting Authority (izraelskiego nadawcy publicznego). Była przewodniczącą trzech międzyparlamentarnych grup izraelsko-estońskiej, izraelsko-austriackiej oraz izraelsko-szwajcarskiej, przewodniczyła także parlamentarnej grupie lobbingowej dotyczącej promowania praw rodzin oraz udzielała się w kilkunastu innych. Podczas kadencji urodziła ósme dziecko, stając się pierwszą posłanką, która urodziła dziecko podczas kadencji parlamentarnej. W 2010 wystąpiła (jako ona sama) w dwóch serialach Macaw Ha-Uma oraz Erec Nehederet. W 2012 echem w izraelskich mediach odbił się incydent, gdy oblała wodą posła Partii Pracy Raleba Madżadelego
W kolejnych wyborach utraciła miejsce w parlamencie.
Była członkiem zarządu izraelskiego oddziału Światowego Kongresu Żydów oraz działaczką Agencji Żydowskiej i Kongresu Syjonistycznego.
Pojawiała się na okładkach izraelskich czasopism.

## Życie prywatne
Z mężem Josefem Samuelsonem mają ośmioro dzieci – pięciu synów i trzy córki, z których starsze uczęszczają do szkół religijnych. Prowadzi ortodoksyjny, koszerny dom. Mieszkają w Riszon le-Cijjon
Posługuje się językami rosyjskim, hebrajskim i angielskim.